# Luis Romero (calciatore 1990)
Luis Enrique Romero Durán, noto semplicemente come Luis Romero (Turén, 16 novembre 1996), è un calciatore venezuelano, portiere dell'Academia P.C.

## Carriera

### Club
Cresciuto nel settore giovanile dello Zulia, debutta in prima squadra il 27 novembre 2011 in occasione dell'incontro di Primera División vinto 2-0 contro lo Yaracuyanos.

### Nazionale
Il 12 giugno 2020 viene inserito dal Venezuela nella lista di convocati per la Copa América 2021 in seguito alla positività al SARS-CoV-2 di Rafael Romo.

## Statistiche
Statistiche aggiornate al 22 giugno 2021.

### Presenze e reti nei club
| Stagione        | Squadra         | Campionato      | Campionato | Campionato | Coppe nazionali | Coppe nazionali | Coppe nazionali | Coppe continentali | Coppe continentali | Coppe continentali | Altre coppe | Altre coppe | Altre coppe | Totale | Totale | Totale |
| Stagione        | Squadra         | Comp            | Pres       | Reti       | Comp            | Pres            | Reti            | Comp               | Pres               | Reti               | Comp        | Pres        | Reti        | Pres   | Reti   |        |
| --------------- | --------------- | --------------- | ---------- | ---------- | --------------- | --------------- | --------------- | ------------------ | ------------------ | ------------------ | ----------- | ----------- | ----------- | ------ | ------ | ------ |
| 2011-2012       | Zulia           | PD              | 13         | -11        | CV              | 0               | 0               |                    | -                  | -                  |             | -           | -           | 13     | -11    |        |
| 2012-2013       | Zulia           | PD              | 27         | -29        | CV              | 0               | 0               |                    | -                  | -                  |             | -           | -           | 27     | -29    |        |
| 2013-2014       | Zulia           | PD              | 20         | -32        | CV              | 0               | 0               |                    | -                  | -                  |             | -           | -           | 20     | -32    |        |
| 2014-2015       | Mineros         | PD              | 11         | -19        | CV              | 0               | 0               |                    | -                  | -                  |             | -           | -           | 11     | -19    |        |
| 2015            | Mineros         | PD              | 8          | -11        | CV              | 0               | 0               | CL                 | 1                  | 0                  |             | -           | -           | 9      | -11    |        |
| 2016            | Mineros         | PD              | 1          | -1         | CV              | 0               | 0               | CS                 | 0                  | 0                  |             | -           | -           | 1      | -1     |        |
| 2016            | Dep. La Guaira  | PD              | 8          | -10        | CV              | 0               | 0               |                    | -                  | -                  |             | -           | -           | 8      | -10    |        |
| 2017            | Mineros         | PD              | 29         | -36        | CV              | 5               | -1              |                    | -                  | -                  |             | -           | -           | 34     | -37    |        |
| 2018            | Mineros         | PD              | 2          | -1         | CV              | 0               | 0               | CS                 | 0                  | 0                  |             | -           | -           | 2      | -1     |        |
| 2018            | Monagas         | PD              | 19         | -16        | CV              | 1               | -2              |                    | -                  | -                  |             | -           | -           | 20     | -18    |        |
| 2019            | Mineros         | PD              | 35         | -30        | CV              | 2               | -3              | CS                 | 2                  | -1                 |             | -           | -           | 39     | -34    |        |
| 2020            | Zamora FC       | PD              | 8          | -4         | CV              | 0               | 0               | CS                 | 2                  | -3                 |             | -           | -           | 10     | -7     |        |
| 2021            | Portuguesa FC   | PD              | 6          | -4         | CV              | 0               | 0               |                    | -                  | -                  |             | -           | -           | 6      | -4     |        |
| Totale carriera | Totale carriera | Totale carriera | 187        | -204       |                 | 8               | -6              |                    | 5                  | -4                 |             | -           | -           | 200    | -214   |        |